# П'єр-Мішель Ласогга
П'єр-Мішель Ласогга (нім. Pierre-Michel Lasogga, нар. 15 грудня 1991, Гладбек) — німецький футболіст, нападник клубу «Гамбург».
Виступав, зокрема, за клуб «Герта», а також молодіжну збірну Німеччини.

## Клубна кар'єра
Народився 15 грудня 1991 року в місті Гладбек. Розпочав займатись футболом в «Гладбек» з рідного міста, після чого грав за юнацькі команди «Шальке 04», «Рот-Вайса» (Ессен) та клубу «Ваттеншайд 09», звідки в 2008 році перейшов в юнацьку команду «Вольфсбурга». У 2009 році був проданий в «Баєр 04».

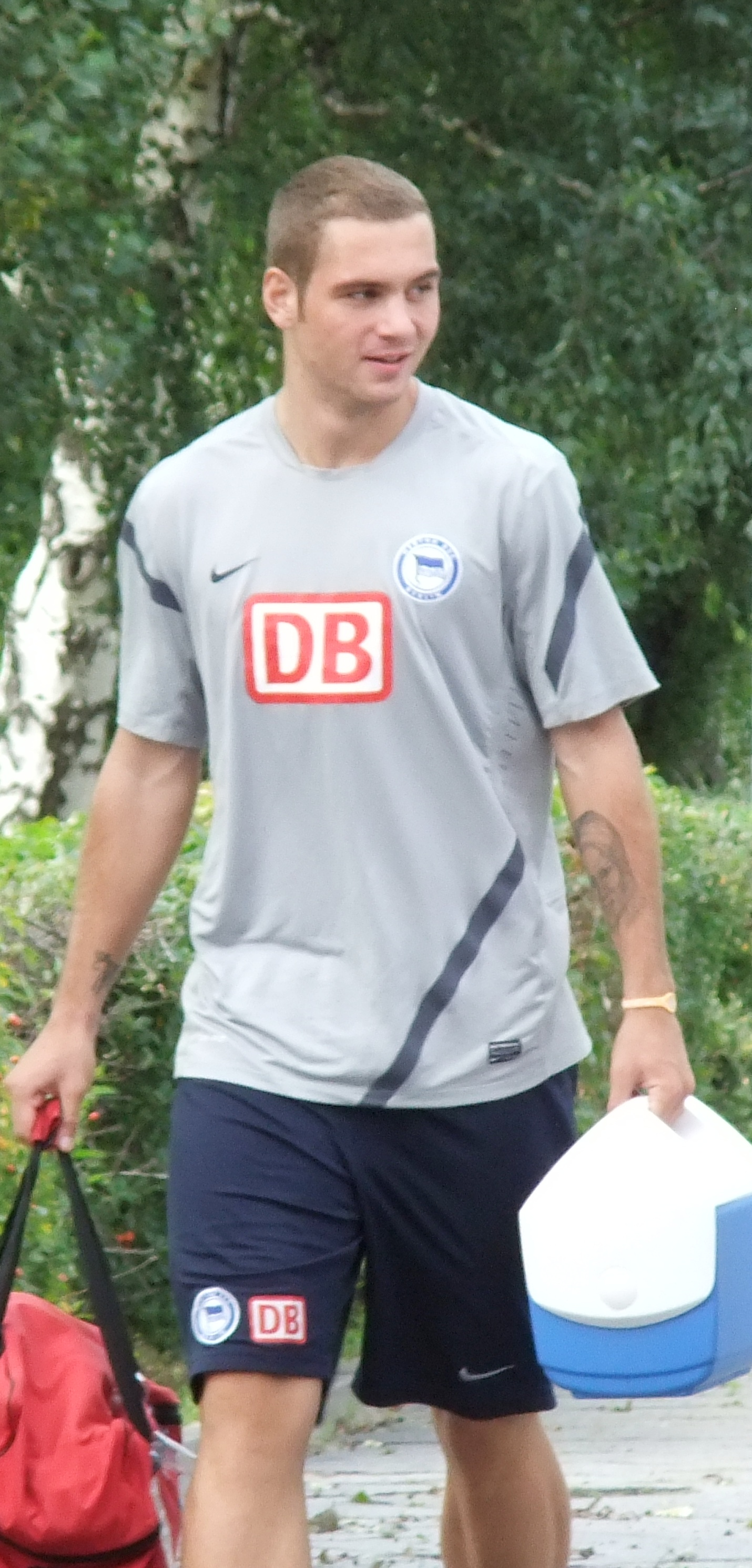
П'єр-Мішель Ласогга у 2011 році.

За «Байєр» П'єр-Мішель виступав тільки у другій команді, зігравши п'ять матчів. Дебют за неї відбувся 19 березня 2010 року в домашньому поєдинку 25 туру Регіоналліги «Захід» проти другої команди «Кайзерслаутерна», який завершився перемогою з рахунком 1:0. Ласогга вийшов на поле на 86-й хвилині замість Мацея Цибі.
Влітку 2010 року П'єр-Мішель покинув «Баєр» і підписав трирічний контракт зі столичною «Гертою», яка виступала у Другій Бундеслізі. 24 вересня 2010 року він дебютував за свій новий клуб у гостьовому поєдинку шостого туру проти «Енергі», який закінчився перемогою з рахунком 1:0. П'єр-Мішель вийшов на заміну на 74-й хвилині замість Роба Френда. З того матчу Ласогга постійно з'являвся на полі, ставши гравцем основи. За сезон він зіграв 25 матчів і забив 13 м'ячів, ставши другим бомбардиром команди після Адріана Рамоса з 15 голами і допоміг команді вийти до першої Бундесліги. 
6 серпня 2011 року П'єр-Мішель Ласогга дебютував у Бундеслізі у домашньому поєдинку проти «Нюрнберга», який закінчився поразкою з рахунком 0:1. В сезоні 2011/12 був основним форвардом «Герти» і провів 32 матчі у Бундеслізі. 5 травня 2012 року у матчі проти «Гоффенгайма» порвав хрестоподібні зв'язки, через що пропустив 6 місяців, а берлінська команда за підсумками того сезону зайняла 18 місце і знову опустилась в Другу Бундеслігу, де Ласогга зіграв лише у лютому 2013 року, провівши за клуб до кінця сезону лише 7 матчів у чемпіонаті, а клуб посів перше місце і знову вийшов у Бундеслігу.
2 вересня 2013 року Ласогга був орендований «Гамбургом» на один рік, по завершенні якого, 4 липня 2014 року, «Гамбург» викупив нападника у «Герти», підписавши з ним контракт на п'ять лет. Наразі встиг відіграти за гамбурзький клуб 78 матчів в національному чемпіонаті.

## Виступи за збірну
Протягом 2011—2013 років залучався до складу молодіжної збірної Німеччини, разом з якою був учасником молодіжного чемпіонату Європи 2013 року, на якому німці не змогли вийти з групи. Всього на молодіжному рівні зіграв в 11 офіційних матчах, забив 4 голи.
У лютому 2014 року викликався до складу національної збірної Німеччини, проте через травму так за неї і не дебютував.